# Touriz
Touriz é uma aldeia portuguesa da freguesia de Midões, concelho de Tábua. Segundo censo de 2011, havia 204 habitantes.